# نظریه دینامو

نمایش مکانیسم ژنراتوری که میدان مغناطیسی زمین را ایجاد می‌کند: جریان‌های همرفتِ فلزات سیال ماگما در پوستهٔ بیرونیِ هسته درونی زمین، بر اثر جریان گرما هدایت می‌شوند، که به‌صورت چرخشی با نیروی کوریولیس ساماندهی شده‌اند، و گردش جریان‌های الکتریکی را ایجاد می‌کنند؛ که آنها میدان مغناطیسی زمین را تولید می‌کنند.

در فیزیک، نظریه دینامو یا اصل نظری ژنراتور زمین؛ (به انگلیسی: Dynamo theory) مکانیسمی را پیشنهاد می‌کند که بر پایهٔ آن اجسام آسمانی؛ مثلاً یک سیاره در شرایط زمین یا یک ستاره مانند خورشید، یک میدان مغناطیسی ایجاد می‌کند. نظریهٔ دینامو فرایندی را توصیف می‌کند که طی آن یک سیالِ در حال چرخش، با قابلیت‌های همرفت و رسانایی جریان الکتریکی، می‌تواند یک میدان مغناطیسی را در مقیاس‌های زمانی نجومی (تا زمانی که در چرخش است) در خود حفظ کند. تصور می‌شود که مکانیسم دینام منشأ وجود میدان مغناطیسی زمین و میدان‌های مغناطیسی عطارد و سیاره‌های غول‌پیکر منظومهٔ شمسی است.

## تعریف رسمی
نظریه دینامو فرایندی را توصیف می‌کند که طی آن یک سیال در حال چرخش، که ویژگی‌های همرفتی و رسانایی الکتریکی را دارا است برای حفظ تداوم میدان مغناطیسی زمین به‌کار مشغول است. این نظریه برای توضیح حضور میدان‌های مغناطیسی غیرطبیعی دراز مدت در اجسام اخترفیزیکی نیز استفاده می‌شود. مایع رسانا در ژنراتور زمین آهن مایع در هسته بیرونی است و در ژنراتور خورشیدی گاز یونیزه شده در ناحیهٔ تاکوک‌لین است. نظریه دینامو در مورد اجسام اخترفیزیکی از معادلات مگنتوهیدروودینامیکی؛ برای بررسی چگونگی بازگرداندن میدان مغناطیسی در مایع به‌طور مداوم، می‌توان استفاده کرد.
زمانی باور کلی بر این بود که دوقطبی الکتریکی که بیشتر بر میدان مغناطیسی زمین تأثیرگذار است و در طول محور چرخش زمین ۱۱٫۳ درجه متمایل است، ناشی از مغناطیس بودن دائمی مواد در زمین می‌شود.